# プリエンファシス
プリエンファシス (pre-emphasis) とは、情報伝送に関わる電気技術の1つであり、伝送路固有の高周波数における減衰特性に応じて伝送信号の高域側を増幅して送信側から送出し、受信側で受ける信号の周波数特性を改善する変調技術である。

## エンファシス
伝送前 (pre) 信号の高周波数帯域を強調 (emphasis) する、すなわち高周波数帯の強調がプリエンファシスである。伝送路の高域減衰ではなくFM方式を用いる場合も、高域側で変調指数が低下しSN比が悪化するために、あらかじめ送信側で変調信号の高域を強調する操作を行うことがあり、これもプリエンファシスである。FM変調でプリエンファシスされた変調波を受信側で復調する場合は、強調された高域を元に戻す操作が必要となり、デエンファシス（de-emphasis）と呼ばれる高域側を弱める復調が行われる。
プリエンファシスやデエンファシスは、いずれも周波数フィルタなどを用いた補償回路によって実現される。
このSN比を改善する方式をエンファシスという。

## 利用
プリエンファシスは様々な場面で利用される。以下はその一例である：
- FM放送 - 75 μs（北米、韓国）または50 μs（ヨーロッパ、日本）の時定数が用いられている。
- NTSC（音声） - 75 μsの時定数が用いられている。
- CD-DA: プリエンファシスフラグが存在、現在ではほぼ利用されない